# Mayottedrongo
Mayottedrongo (Dicrurus waldenii) är en hotad fågel i familjen drongor som enbart förekommer på en enda ö i Indiska oceanen.

## Kännetecken

### Utseende
Mayottedrongon är en stor (28 cm) fågel med en mycket lång och djupt kluven stjärt. Fjäderdräkten är helsvart med mörkgrön glans. Den svarta näbben är både kraftigare och längre än hos klykstjärtad drongo och svartdrongo. Ben och fötter är svarta, medan ögat är rött. Ungfågeln är mindre glansigt brunsvart med något blekare undersida och mindre utvecklad klyvning i stjärten. 

### Läten
Lätena beskrivs som mjuka "plitt plitt", gnissliga skrin med bland annat ett länge upprepat "tyok" och varnande vid boet ett "squaa-aa-kuchuk" och "choo-kroo-kreech". Sången består av en blandning av tjirpande och gnisslande läte. Den kan också härma andra fågelarter.

## Utbredning och status
Mayottedrongon förekommer endast i skogar på ön Mayotte i ögruppen Komorerna. IUCN kategoriserar arten som sårbar.